# Think It Over
Think It Over (с англ. — «Обдумай Это») — тринадцатый в общем и четвёртый с альбома Shake It Up сингл американской рок-группы The Cars, вышедший только в Англии и Австралии 6 августа 1982 года на лейбле Elektra Records.

## О песне
"Think It Over" впервые была выпущена на альбоме Shake It Up 1981 года, но после выхода альбома песня была выпущена в качестве сингла в Соединённом Королевстве и Австралии. Поддержанный песней "I’m Not the One" (которая позже стала успешной сама по себе), сингл не попал в чарты. Сингл не был выпущен в Соединённых Штатах, так как вместо него был выпущен сингл с треком "Victim of Love" (также из Shake It Up).

## Приём
Критик AllMusic Грег Прато назвал трек изюминкой Shake It Up и описал трек как "почти полностью ориентированный на синтезатор" и назвал его одним из "многих менее известных треков альбома [на Shake It Up, которые] доказывают, что является [изюминкой]". Критик Boston Globe Стив Морс похвалил "Think It Over" как кульминацию Shake It Up и исключение из "отсутствия духа" альбома. Морс назвал "Think It Over" "отличной танцевальной мелодией", сказав, что "похоже, она сильно заимствована из хита Роя Гамильтона 1958 года "Don't Let Go"".

## Список композиций
Слова и музыка всех песен — Рик Окасек.
| №  | Название                                  | Основной вокал | Длительность |
| -- | ----------------------------------------- | -------------- | ------------ |
| 1. | «Think It Over» (с англ. — «Обдумай Это») | Бенджамин Орр  | 4:56         |

| №  | Название                                              | Основной вокал | Длительность |
| -- | ----------------------------------------------------- | -------------- | ------------ |
| 1. | «I’m Not the One» (с англ. — «Я Не Тот Единственный») | Окасек         | 4:12         |

## Участники записи
- Рик Окасек — ритм-гитара, вокал (I’m Not the One), бэк-вокал (Think It Over)
- Эллиот Истон — соло-гитара, бэк-вокал
- Бенджамин Орр — бас-гитара, вокал (Think It Over), бэк-вокал (I’m Not the One)
- Дэвид Робинсон — ударные, перкуссия
- Грег Хоукс — клавишные, бэк-вокал